# 7. armádní sbor (rakousko-uherská armáda)
7. armádní sbor byl na přelomu 19. a 20. století vyšší vojenskou jednotkou rakousko-uherské armády s působností pro oblast Banátu (dnes Rumunsko) a část jihovýchodních Uher (dnes Maďarsko). Sborové velitelství sídlilo v Temešváru. Za první světové války byl 7. armádní sbor nasazen na východní frontu a později se zúčastnil závěrečných bojů rakousko-uherských vojsk v Itálii.

## Historie

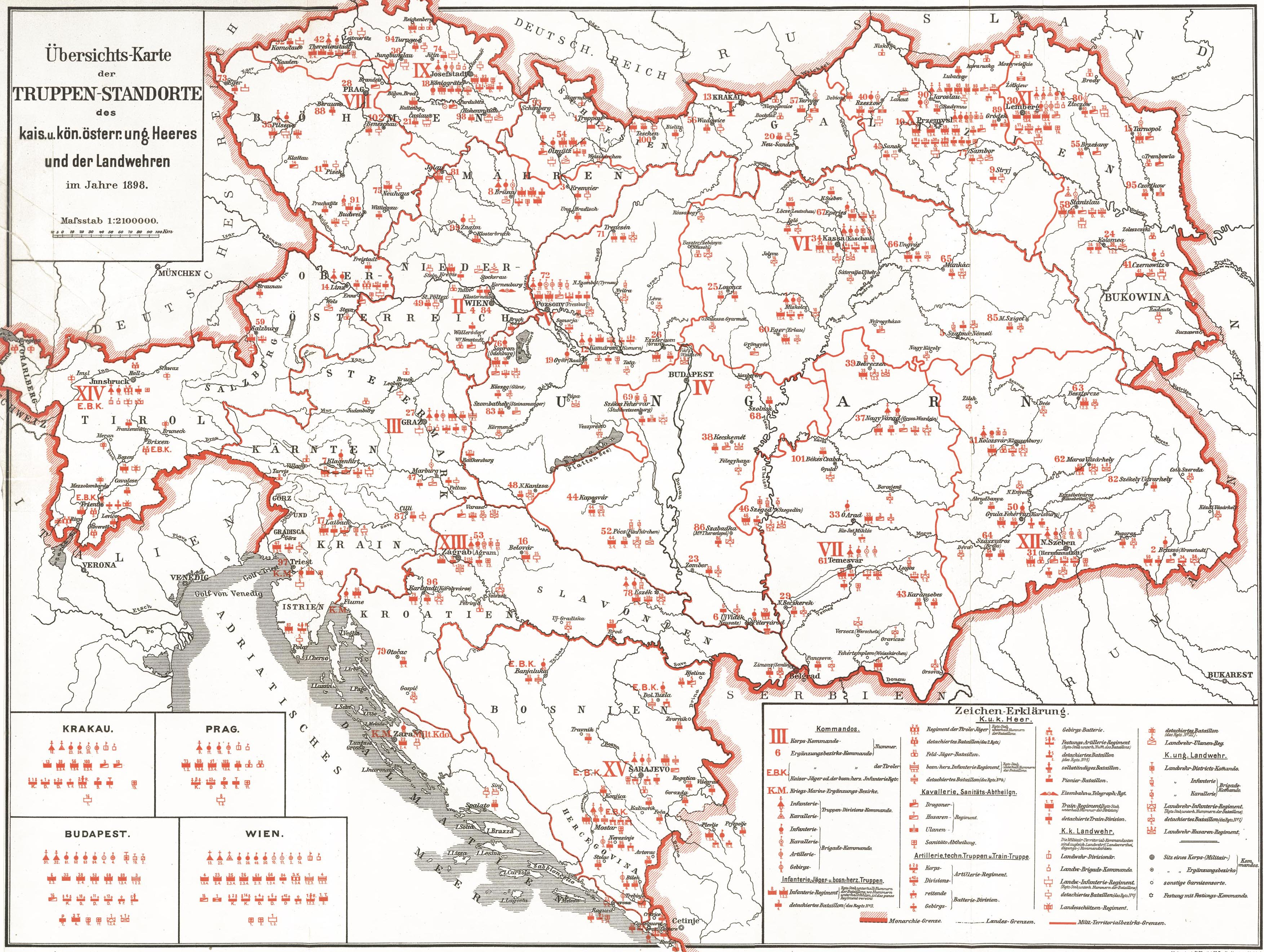
Územní rozdělení působnosti armádních sborů rakousko-uherské armády 1898

7. armádní sbor (7. Korpskommando) vznikl k datu 1. ledna 1883 reorganizací rakousko-uherské armády a rozdělením dosavadních oblastních velitelství pro jednotlivé korunní země. Sedmý armádní sbor s působností pro oblast Banátu a jihovýchodních Uher byl umístěn v Temešváru. Sborové velitelství sídlilo v objektu bývalého františkánského kláštera na Náměstí prince Evžena č. p. 2 (dnes sídlo Temešvárského kulturního centra, náměstí Piața Libertății). K 7. armádnímu sboru patřila 17. pěchotní divize v Oradei a 34. pěchotní divize v Temešváru, 1. jezdecká divize v Temešváru, 7. jezdecká brigáda v Temešváru a 7. dělostřelecká brigáda v Temešváru. Doplňovacími okresy byly Arad, Békéscsaba, Caransebeș, Debrecín, Oradea, Szeged, Temešvár a Zrenjanin. Velitelství 7. sboru byly podřízeny čtyři posádkové věznice (Arad, Debrecín, Oradea a Temešvár) a také sedm útvarových a posádkových nemocnic (Arad, Debrecín, Oradea, Szeged, Temešvár, Caransebes a  Bela Crkva).
Na začátku první světové války byl 7. armádní sbor určen k invazi do Srbska, k tomu ale nedošlo a již v srpnu 1914 byly jednotky sboru odeslány na východní frontu, kde se staly součástí armádní skupiny generála Kövesse. V roce 1915 byl sbor přemístěn na italskou frontu, kde bojoval v bitvách na Soči a nakonec v závěru války v bitvě na Piavě. Na podzim 1918 byly jednotky staženy z Itálie. Po odchodu většiny jednotek 7. sboru na frontu zůstala v Temešváru menší posádka, jejímž velitelem byl po většinu první světové války generál Rudolf Hess (1914–1918), těsně před koncem války zde velel generál Theodor Hordt odvolaný z fronty (1918).

## Velitelé 7. armádního sboru
- 1883–1889 generál jezdectva Christoph hrabě von Degenfeld-Schonburg
- 1889–1898 polní zbrojmistr Johann Baptist baron von Waldstätten
- 1898–1908 polní zbrojmistr Ludwig Schwitzer von Bayersheim
- 1908–1910 generál pěchoty Liborius von Frank
- 1910–1912 polní zbrojmistr Anton Seefranz
- 1912–1914 generál pěchoty Otto Meixner von Zweienstamm
- 1914 generál pěchoty Andreas Fail-Griessler
- 1914–1916 generál jezdectva arcivévoda Josef
- 1916–1918 generál pěchoty Georg baron Schariczer von Rény